# Oasis de la zone humide bénéventaine
L'oasis de la zone humide bénéventaine (en italien : Oasi Zone Umide Beneventane) est un 
espace naturel protégé créée en 2007 et géré par la Ligue italienne de protection des oiseaux dans la province de Bénévent en Campanie,

## Territoire
La zone protégée s'étend sur environ 11 km de la rivière Calore Irpino à l'ouest de Bénévent. Elle se développe principalement dans les zones alluviales du fond de la vallée fluviale et n'est donc pas affectée par des reliefs particulièrement élevés. Elle contient aussi trois sites de bois hygrophiles.
L'oasis est traversée, dans son axe routier principal composé de la piste cyclable/piétonne Paesaggi Sanniti, de l'itinéraire de randonnée Via Francigena del Sud et de l'itinéraire cyclable EuroVelo 5 Via Romea Francigena, géré en Italie par la FIAB (Federazione italiana ambiente e bicicletta).

## Caractéristiques des trois bois

### Forêt de Cellarulo
Juste en aval de la ville de Bénévent, la forêt d'un peu plus de 3 ha, est située entre un étroit méandre du Calore Irpino et une série d'urgences archéologiques, en partie incluses dans le parc archéologique de Cellarulo, témoins d'une ancienne colonie romaine dans la région. La forêt est inondée à plusieurs reprises entre la fin de l'automne et le début du printemps. La végétation est compacte et la bande riveraine relie la forêt au confluent du Sabato et du Calore, un peu plus en aval, et au confluent du torrent Serretelle et du Calore, encore plus en aval.
Faune
- Petits mammifères : renard, blaireau européen et ragondin.
- Oiseaux : poule d'eau, martin-pêcheur d'Europe, grand cormoran, héron cendré, grande aigrette, bihoreau gris, rousserolle effarvatte, rousserolle turdoïde, bouscarle de Cetti et buse variable.
- Reptiles : couleuvre tessellée et couleuvre à collier.
- Amphibiens : rana.
- Insectes : libellules et papillons.

### Bois de Pantano-Serretelle

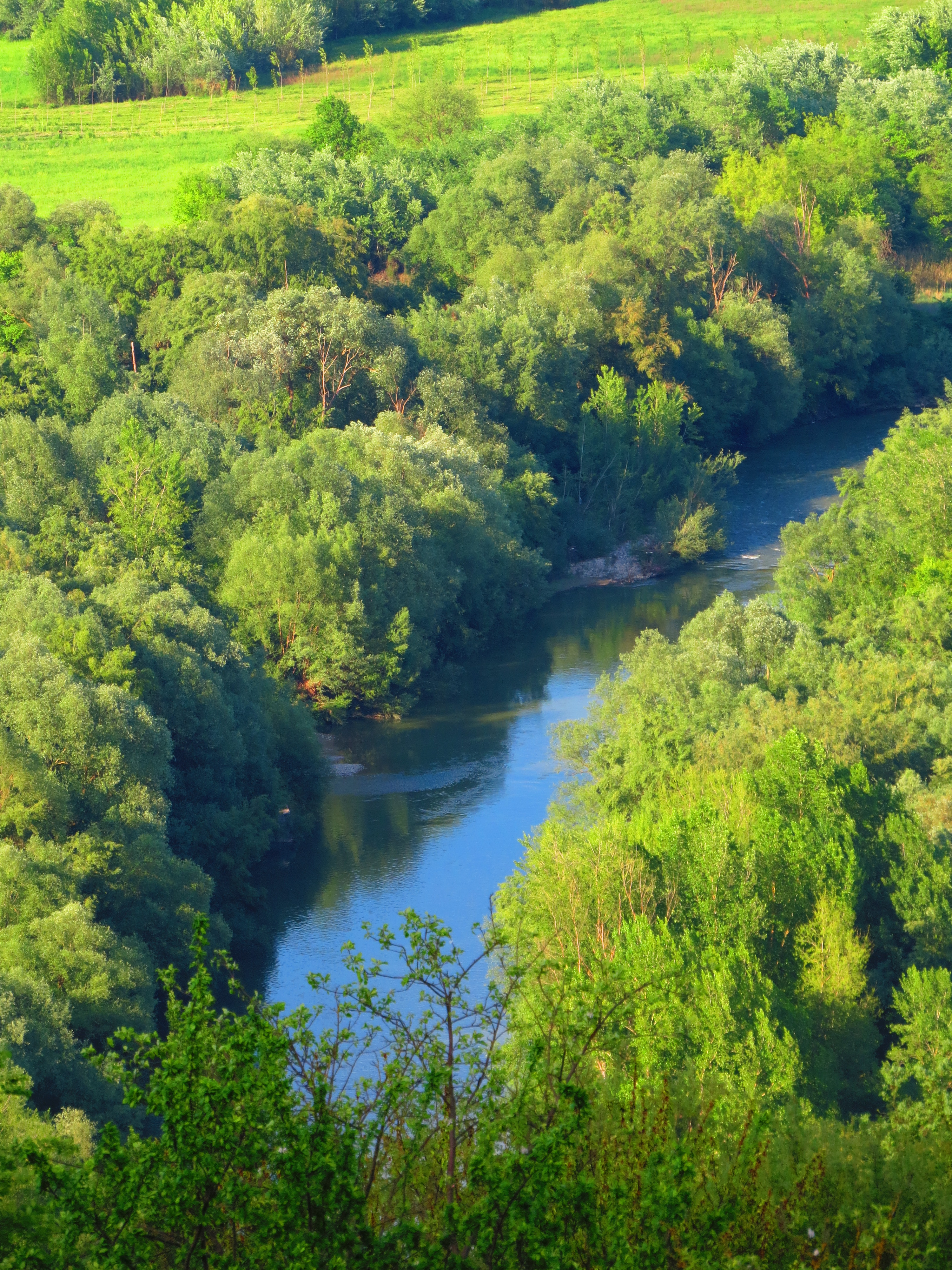
Vue d'ensemble depuis la commune de Castelpoto sur le tronçon de la rivière Calore entre le confluent du ruisseau Ienca.

S'étendant sur environ 20 ha, c'est la plus grande forêt hygrophile de toute la rivière Calore et est située entre les deux plaines alluviales du Pantano, situées dans un grand méandre de la rivière et sujettes aux inondations, et le tronçon terminal de la rivière Calore avec le ruisseau Serretelle. 
Flore
- Arbres : saule blanc et peuplier blanc.
- Végétation de sous-bois : sureau, aubépine monogyne, fusain d'Europe, ronce à feuille d'Orme, lierre grimpant, grande ortie, mauve, fenouil commun, roseau commun, canna, massette à larges feuilles et jonc.

Faune
- Petits mammifères : renard roux et blaireau.
- Oiseaux : loriot d'Europe, merle noir, verdier d'Europe, faucon crécerelle et guêpier d'Europe.
- Invertébrés : potamon fluviatile, poissons et amphibiens.

### Forêt de l'Ienga-confluence de Calore
Elle est située à l'intersection des deux corridors fauniques de la rivière Calore et du ruisseau Ienga, qui draine avec ses affluents le secteur centre-est du massif du Taburno-Camposauro (Valle Vitulanese (it)). 
Faune : ardéidés, dont le héron cendré et le butor étoilé, rare pour cet habitat et observé en janvier 2002.